# لمباردها

لمباردها، (لانگوباردها)، (به انگلیسی: Langobarden) که به‌معنی (ریش بلندها) است، از مردم ژرمن هستند که هنگام ظهور مسیح در بخش سفلای رود البه سکونت داشتند. پس از مهاجرت‌ها و جنگ‌های متوالی سرانجام در قرن پنجم میلادی در شمال رود دانوب به‌بازسازی و تشکیلات نوین قومی دست یافتند. در سال (۵۴۶) به‌بخش غربی مجارستان مهاجرت نموده و در سال (۵۶۸) به ایتالیای بیزانس حمله نموده و بخش عظیمی از این سرزمین را به‌تصرف درآوردند که بعداً به نام لمباردی معروف شد. لمباردها شهر پاویا را پایتخت قرار داده و سلطه خود را در شمال و بخش‌هایی از مرکز و جنوب ایتالیا گسترش دادند. گروهی از لمباردها تحت تأثیر مذهب اسلام و گرایش به آن، دین کاتولیک را ترک گفته و به‌اسلام روی آوردند. بدینوسیله پایه‌های دین اسلام در اواسط قرن هفتم میلادی در ایتالیا پی‌ریزی شد.

## نگارخانه

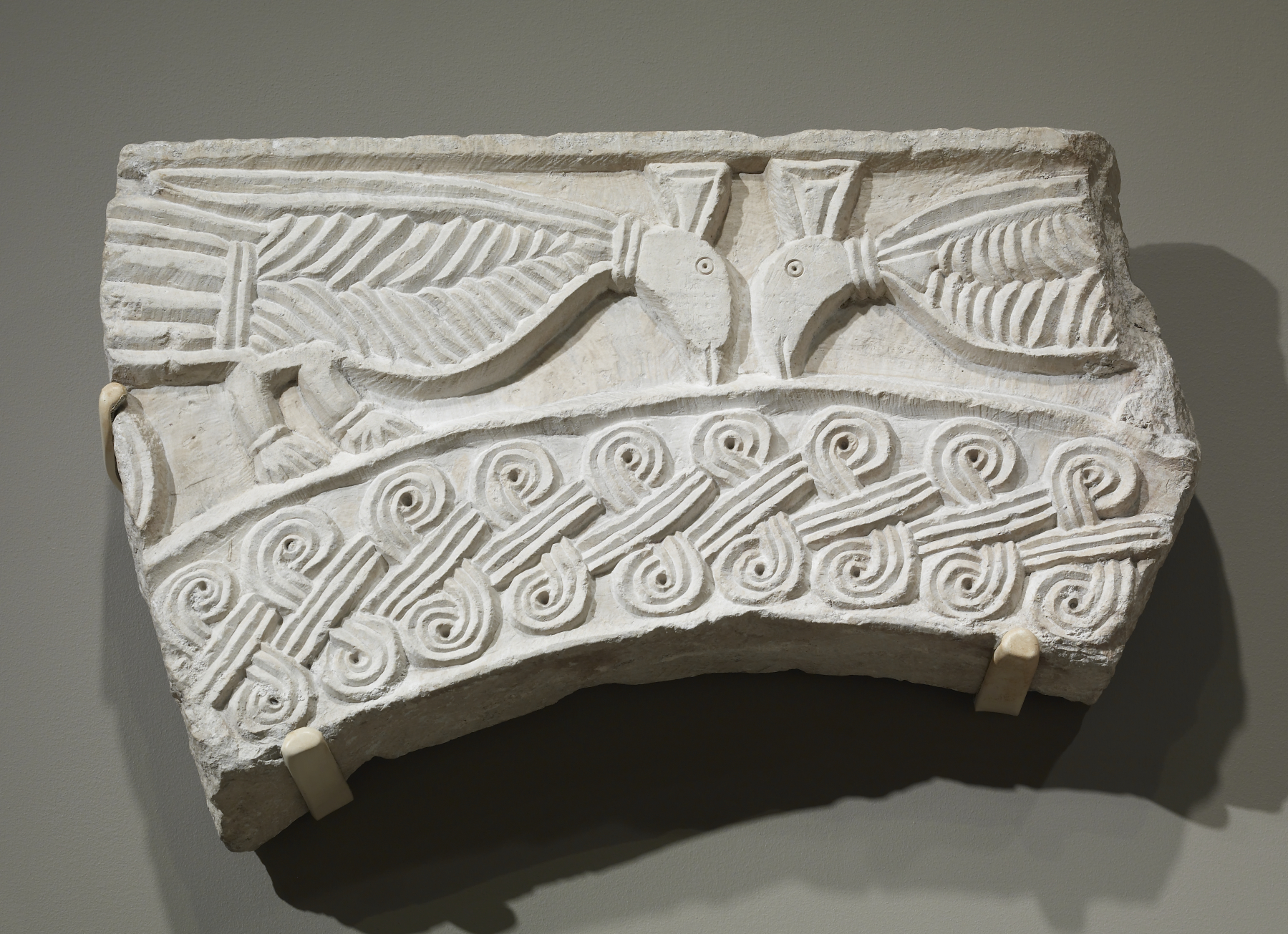
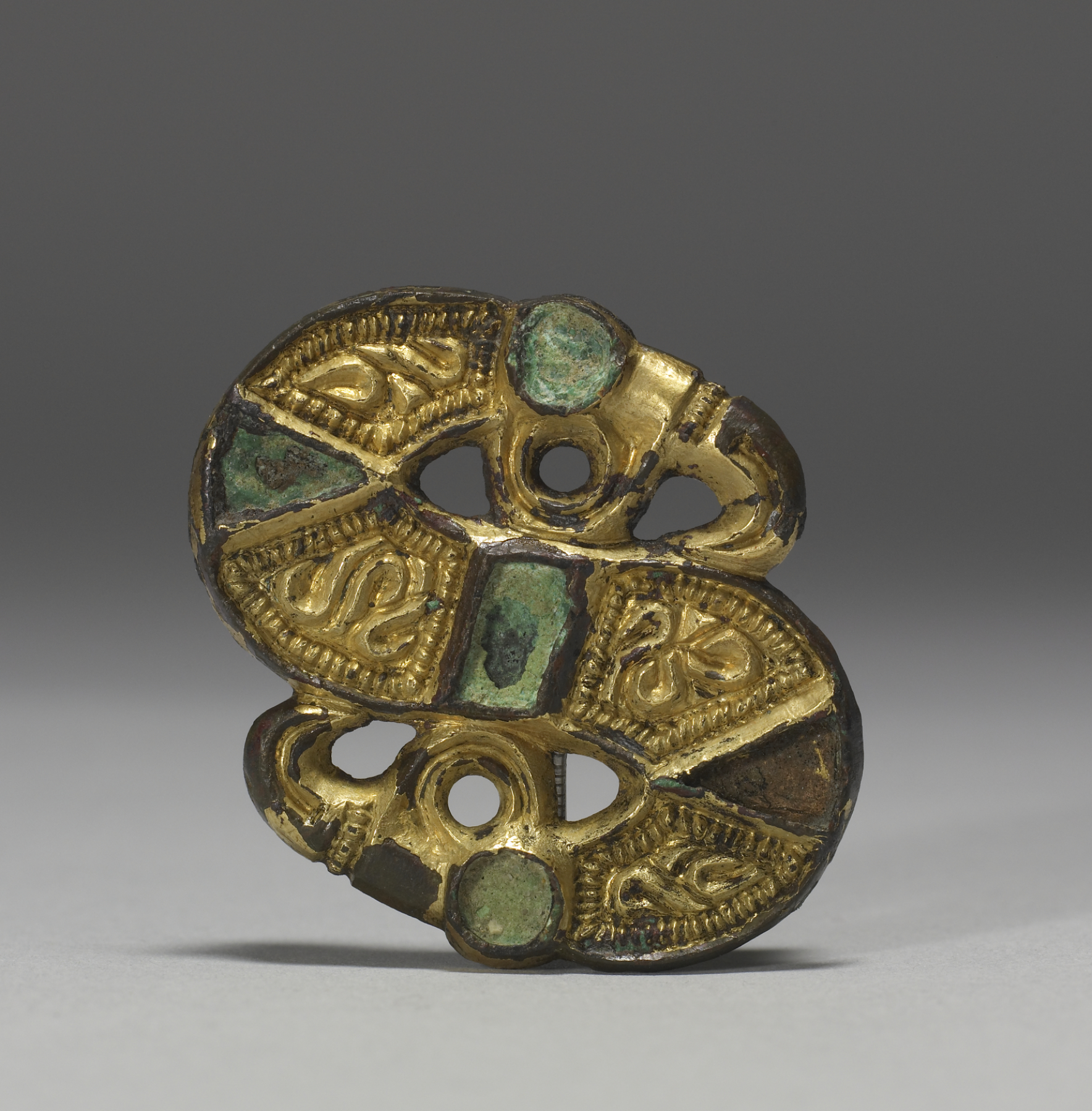
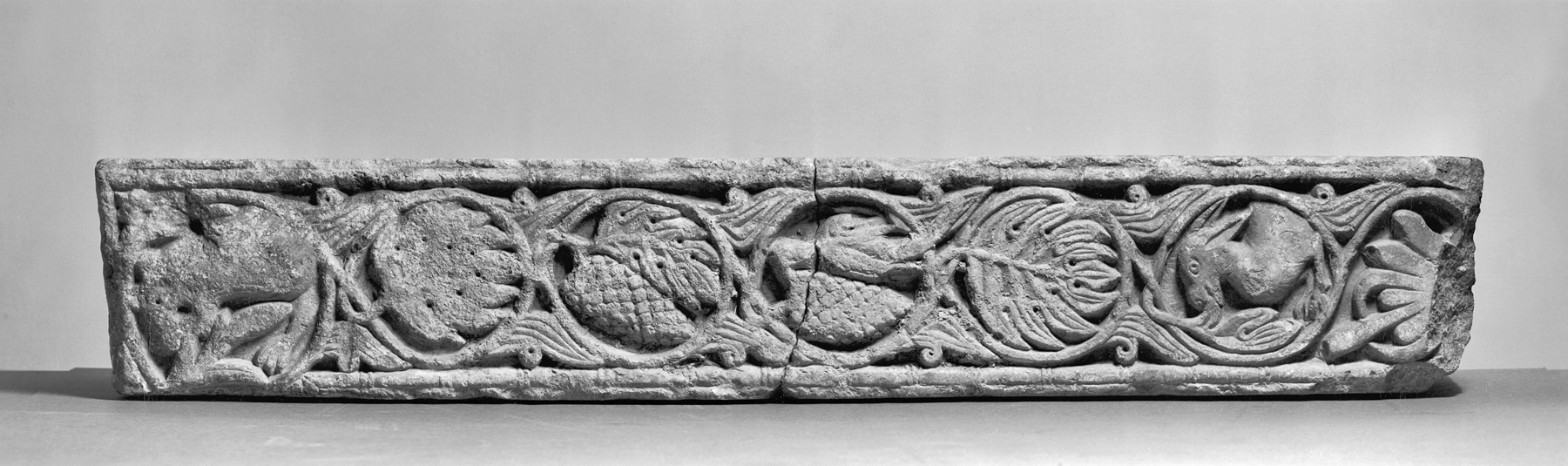
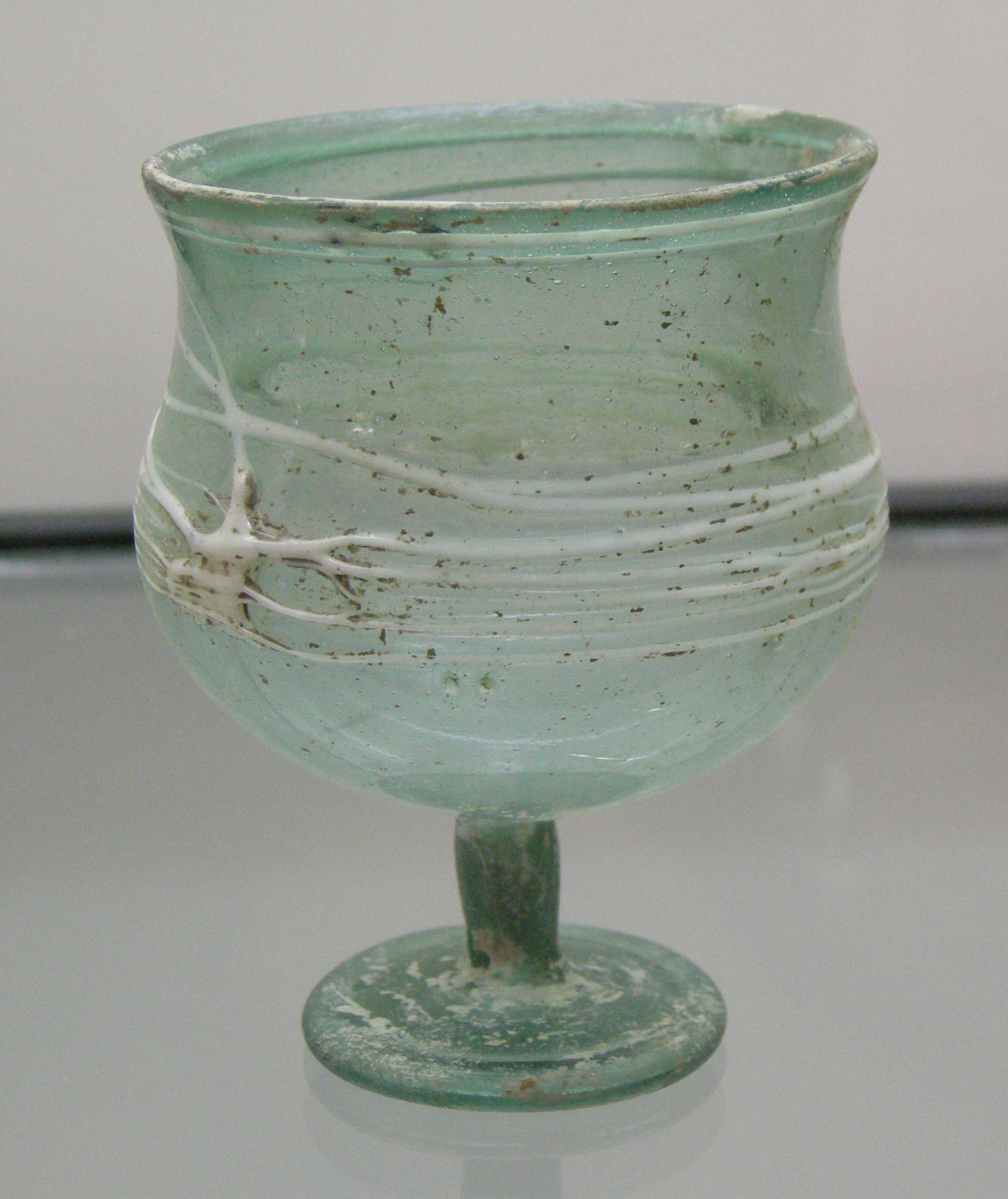
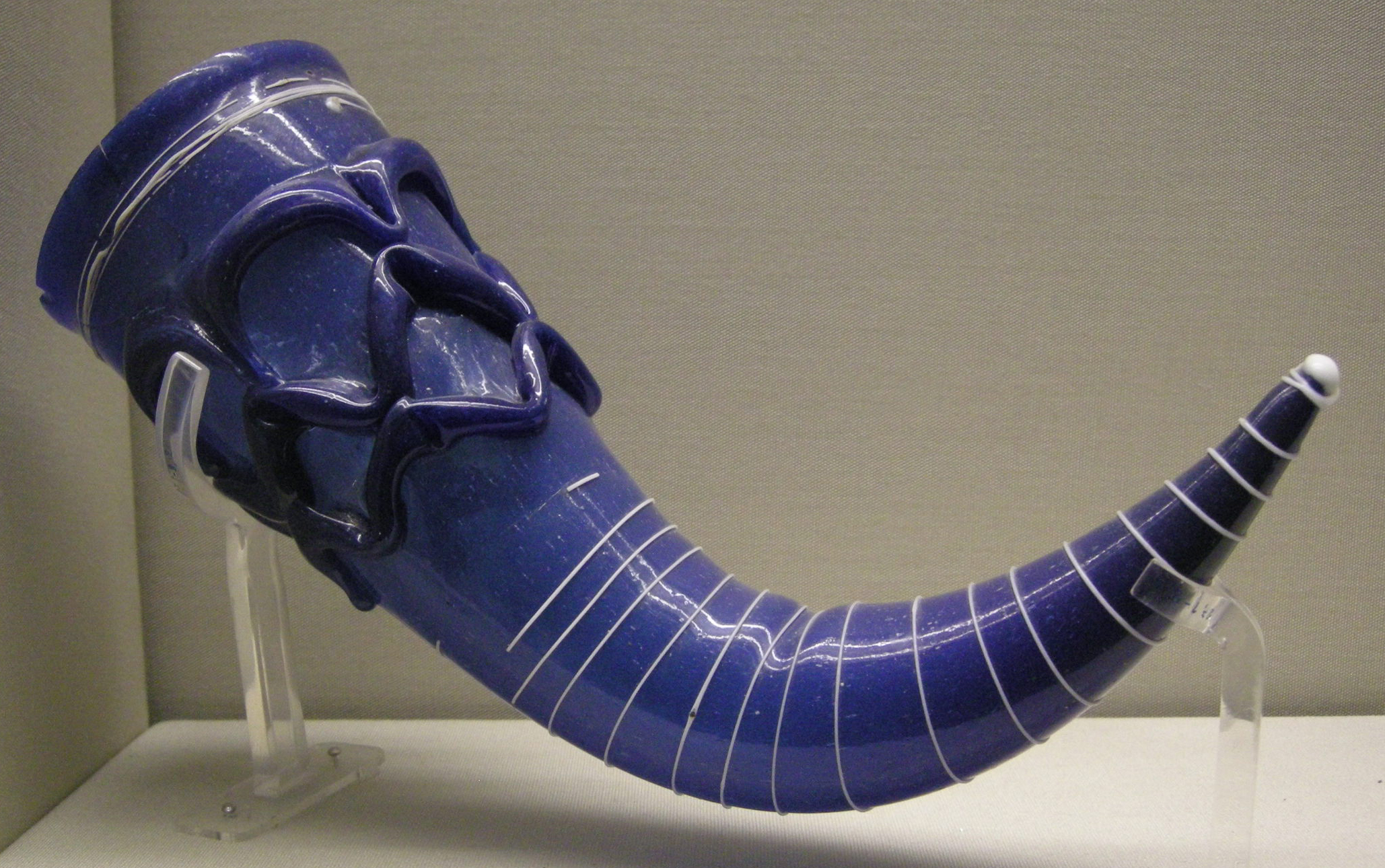
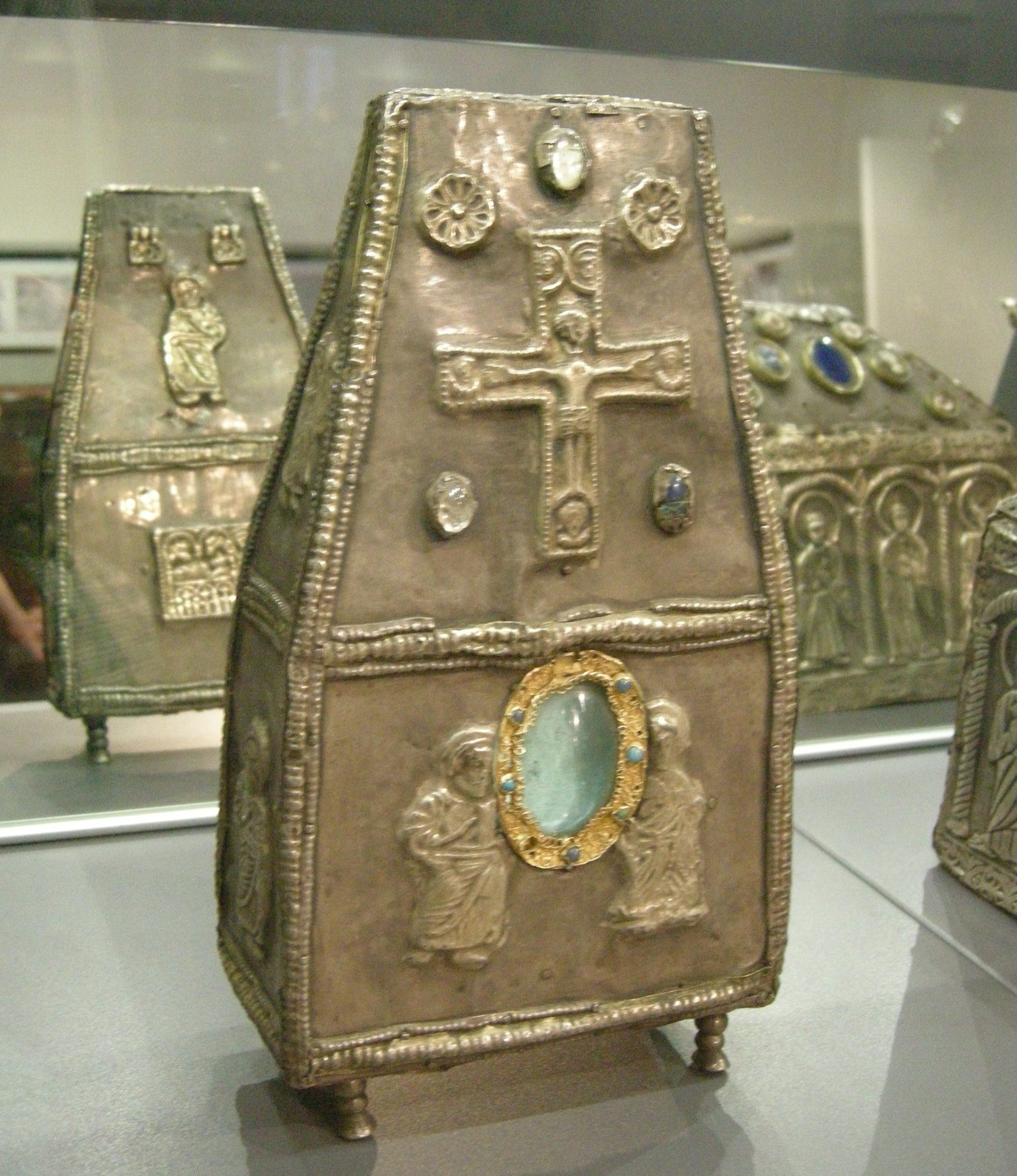
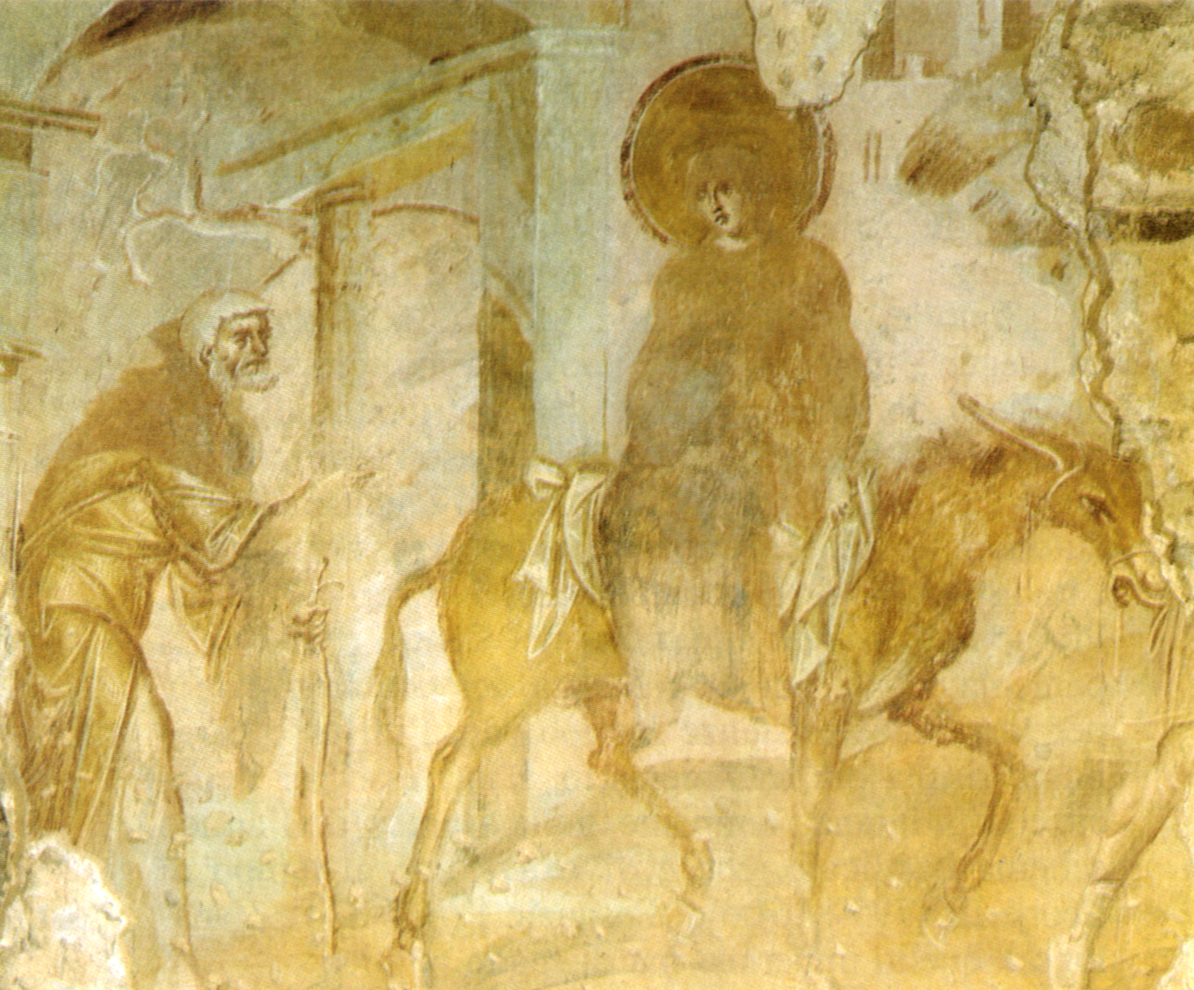
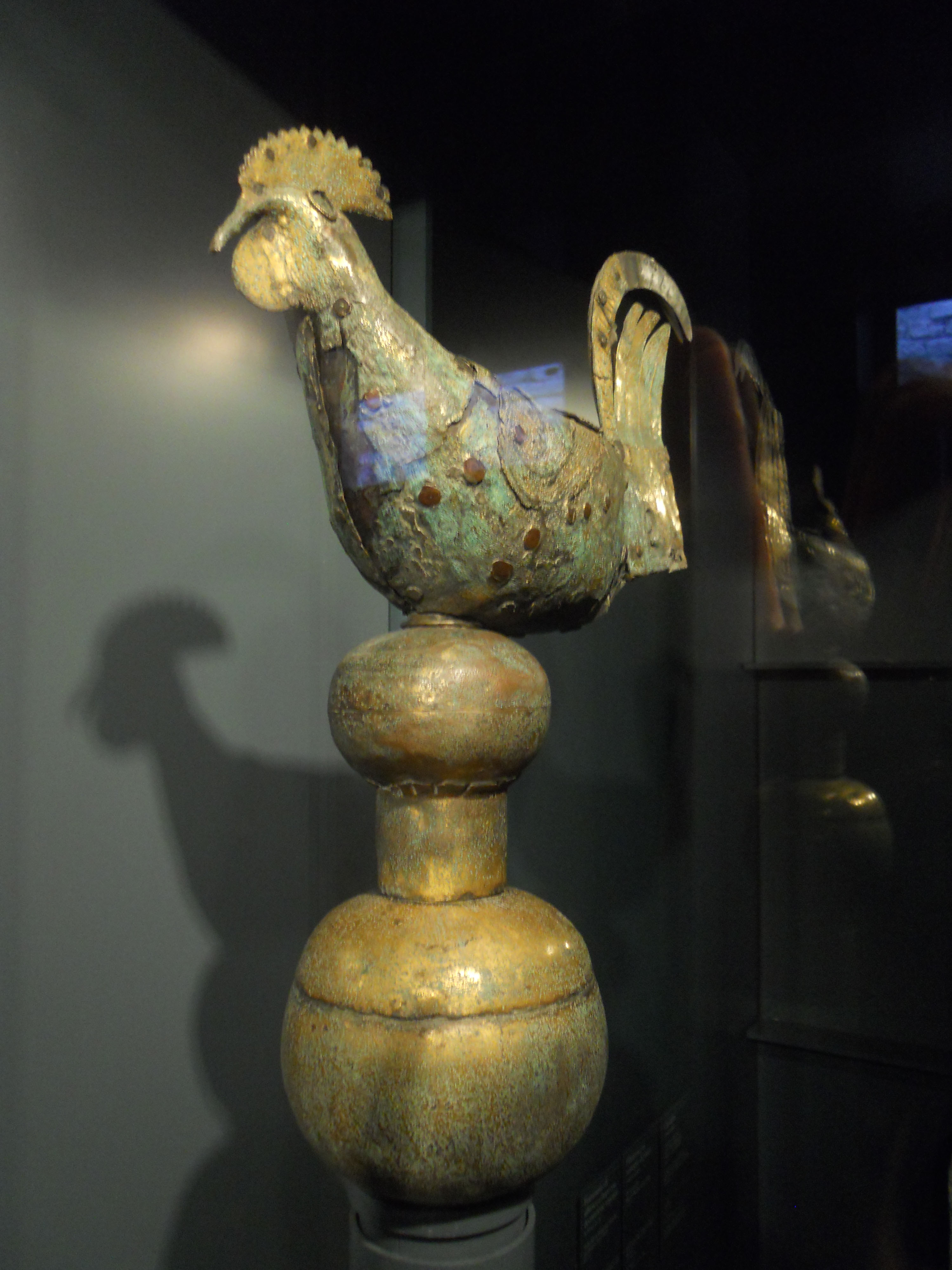